# Gotthard Haslinger
Gotthard Haslinger OSB (* 5. Mai 1679 in Wels als Johann Gotthard Haslinger; † 31. Juli 1735 in Linz) war ein österreichischer Benediktiner, Universitätsprofessor und von 1725 bis 1735 Abt des Stifts Lambach.

## Leben
Johann Gotthard Haslinger, am 5. Mai 1679 als Sohn des Seifensieders Tobias Haslinger und seiner Frau Potentiane in der Bäckergasse in Wels geboren und in der Stadtpfarrkirche Wels getauft, begann am 8. Juli 1695 im Benediktinerstift Lambach das Noviziat und legte am 8. Juli 1696 die Profess ab. Am 14. Dezember 1697 immatrikulierte er an der Universität Salzburg als Logiker. Bereits am 1. Juli 1698 erlangte er das Bakkalaureat der Philosophie. Am 4. November 1704 feierte er seine erste Hl. Messe. Bei seiner Magisterpromotion am 29. Oktober 1709 an der Universität Salzburg, erörterte er das Problem "An Reipublicae praesertim litterariae prosit peregrinari". Im Jahre 1709 wurde er Professor für Philosophie an der Benediktineruniversität Salzburg, 1710/11 auch Dekan der philosophischen Fakultät, ehe er sich 1711 dem Studium der Theologie zuwandte, das er am 3. August 1715 mit dem Doktorat vollendete. Ab 1716 gehörte dem akademischen Senat an und hielt u. a. theologische Vorlesungen im Augustiner-Chorherrenstift Höglwörth bei Traunstein. Von 1716 bis 1718 lehrte er als Professor für Kontroverstheologie, von 1718 bis 1722 als Professor für Moraltheologie und von 1722 bis 1725 als Professor für Dogmatik an der Universität Salzburg. Zudem war er 1719/20 und 1724/25 Dekan der theologischen Fakultät. Nach dem Tod von Abt Maximilian Pagl wählte ihn der Konvent des Stiftes Lambach am 22. April 1725 zum Abt. Am 7. Mai 1725 wurde er konfirmiert und am 27. Mai vom Passauer Fürstbischof Kardinal Joseph Dominikus von Lamberg (1680–1761) im Dom zu St. Stephan in Passau benediziert. Seine Lehrtätigkeit an der Universität legte er zurück, gehörte aber von 1727 bis 1730 weiterhin als einer der vier ständigen Assistenten dem Präsidium der Benediktineruniversität an.
Bereits zwei Monate später, am 29. Juli 1725, konsekrierte der Passauer Fürstbischof Josef Dominikus Graf von Lamberg die unter Abt Maximilian Pagl zwischen 1714 und 1724 vom Linzer Baumeister Johann Michael Prunner geplante und erbaute Dreifaltigkeitskirche in Stadl-Paura. Im Jahr darauf eröffnete Abt Gotthard das von seinem Vorgänger 1720 gestiftete und von Johann Michael Prunner zwischen 1724 und 1726 errichtete Waisenhaus (heute Pfarrhof). In der Pfarre gründete er eine Bruderschaft des christlichen Unterrichts. Durch seine Intervention bei Kaiser Karl VI. erhielt der Prälatenstand den Vorzug vor den anderen Ständen. Die Totenrotel vom 10. August 1735 berichtet, dass Kaiser Karl VI. ihm ein Brustkreuz (Pektorale) geschenkt habe. Abt Gotthard war Landrat (1726), Verordneter des Prälatenstandes (1731), kaiserlicher Rat und Kommissär bei der Protestantenauswanderung im Salzkammergut (1731 und 1732). In der Stiftskirche ließ er 4 große Bilder (Hl. Kilian und Gefährten, Hll. Adalbero, Altmann und Gebhard) anbringen und vermehrte den Paramenten- und Bibliotheksbestand.
Abt Gotthard starb am 31. Juli 1735 im Lambacher Stiftshaus (Landstraße 28) in Linz und wurde am 3. August 1735 in der Stiftskirche Lambach unter einer Marmorplatte bei den Altarstufen an der Evangelienseite bestattet.

## Werke
- Theses menstruae, de Logica docente et utente, Salzburg 1710.
- Octo libri Physicorum acroamatico-exotericorum de memoria et reminiscentia, somno et vigilia, somniis, divinatione per somnium, respiratione, vita et morte, iuventute et senectute, diuturnitate et brevitate vitae, Salzburg 1711.
- Theses Menstruae: Ex Libro primo Physicorum, Salzburg 1711.
- Lambacensis tractatus de sacramentis in genere et de baptismo, confirmatione et eucharistia (München, Bayerische Staatsbibliothek) BSB Clm 27999 e
- Tractatus de incarnatione, Salisburgi exceptus (München, Bayerische Staatsbibliothek), BSB Clm 27999 d
- Tractatus de conscientia, Salzburg 1723.
- Conscientia Discreta Seu Tractatus Theologicus Speculativo-Practicus De Conscientia Nec Laxe, Nec Stricte Nimis, Sed Discrete Formanda, Salzburg 1723.
- Eiusdem G. Haslingeri Lambacensis tractatus de sacramentis in genere et de baptismo, confirmatione et eucharistia - BSB Clm 27999 e, Salzburg 1724/25.